# Red Malackany
George J. Malackany, detto Red (Rankin, 3 maggio 1913 – Braddock, 20 dicembre 1983), è stato un cestista statunitense, professionista nella NBL.

## Carriera
Giocò per due stagioni nella NBL, disputando complessivamente 15 partite con 2,8 punti di media.